# Santos Iriarte
Victoriano Santos Iriarte (* 2. November 1902 im Departamento Canelones, Uruguay; † 11. November 1968 in Montevideo) war ein uruguayischer Fußballspieler.

## Vereinskarriere
Der El Canario genannte Iriarte war Nachkomme einer aus Puerto de la Cruz stammenden Familie. Er war in seiner sportlichen Laufbahn auf Vereinsebene für die beiden uruguayischen Mannschaften Racing und Peñarol als Spieler aktiv. Zunächst bei Racing spielend, wechselte er 1932 zu den Aurinegros. Dort stand er von 1932 bis 1934 im Kader. Als linke Sturmspitze gewann er mit Peñarol 1932 die uruguayische Meisterschaft, die erste der beginnenden Profiaera. Nachdem er 1934 schwer an Tuberkulose erkrankte, musste er seine Karriere beenden. Laut Luciano Álvarez verstarb er 1968 im Alter von 66 Jahren.

## Nationalmannschaft
Der im Departamento Canelones geborene Stürmer, dessen Familie aus Puerto de la Cruz stammte, war Mitglied der Celeste, mit der er sich bei der Fußball-Weltmeisterschaft 1930 den Weltmeistertitel bei der erstmaligen Austragung dieses Turniers sichern konnte. Bei diesem Turnier wurde er in allen vier Spielen Uruguays eingesetzt und erzielte dabei zwei Tore. Sein letztes Tor war dabei das wichtige 3:2-Führungstor im Finale gegen Argentinien, das man letztlich mit 4:2 gewinnen konnte. Insgesamt absolvierte er zwischen 1930 und 1931 nur noch ein weiteres Länderspiel für die Celeste genannte Nationalmannschaft seines Heimatlandes. Damit kam er im Zeitraum vom 18. Juli 1930 bis zum 6. September 1931 lediglich auf fünf Länderspieleinsätze, bei denen er zweimal ins gegnerische Tor traf.

## Erfolge
- Weltmeister (1930)
- Uruguayischer Meister (1932)